# Real Murcia Club de Fútbol
Maillots
Actualités
Le Real Murcia Club de Fútbol est un club de football espagnol basé dans la ville de Murcie dans la région de Murcie. L'équipe évolue actuellement en Primera División RFEF.
Le club a disputé un total de 18 saisons en Primera División et 52 en Segunda División, ce qui fait de lui le club ayant disputé le plus grand nombre de saison en D2 et qui a été le plus souvent champion (8 fois), et, avec le Málaga CF, ayant obtenu le plus de fois la montée pour la Primera División (11 fois).

## Historique

### Fondation
| \| Murcie \| Emplacement de Murcie, en Espagne. |
| Murcie                                          |

Il est considéré que le Real Murcia a été fondé en 1908, date à laquelle apparaît quatre notes écrites par Antonio Aullon sur le club. Cependant, la "nouvelle" histoire du Real Murcia avance que le club fut fondé en réalité en 1920.
Nous savons maintenant, grâce à une lettre publiée le 18 février 1903 dans El Diaro de Murcia qu'à cette année-là, existait déjà le Foot Ball Club de Murcia. Plus tard, le 27 mars 1906 le Murcia Football Club a été inscrit au registre des associations de l'ancien Gouvernement Civil. Il semblerait que cette association de fut que temporaire puisqu'une autre lettre publiée par El Liberal le 17 janvier 1910 annonce la fondation d'une nouvelle association mais portant le même nom mais qui semble également ne pas durer longtemps puisqu'une autre lettre d'El Liberal annonce sa disparition le 13 septembre 1912.
Entre avril 1917 et mai 1918 il y eut une refondation du Murcia FC ce qui est annoncé par une nouvelle lettre d'El Liberal" le 28 mai 1918. Mais cette équipe disparut et le Levante FC de Murcia (actuel Real Murcia) fut fondé en décembre 1919. Le club n'a pas participé au Championnat Régional Levantino de 1919-1920 mais le Levante FC de Murcia commença à regrouper plusieurs éléments d'autres clubs.

### Premières années du football murcien (1903-1918)
L'écusson du club portait les initiales M.C.F. et son premier président fut Antonio Manzanera. L'équipe commença à jouer dans l'arène, où fut joué le premier match face à une équipe étrangère à Murcia durant la Fête du Printemps de Murcia en 1909 qui s'est terminé par une défaite de 16-1 contre l'Alicante Recreation Club. Heredia a marqué le premier but de l'histoire du club. Le premier match à l’extérieur du club fut contre la même équipe qui se solda à nouveau par une défaite mais moins importante cette fois-ci : 5-1. Toutefois les performances du défenseur Ernesto Casanovas furent remarquées et il devint le premier joueur exceptionnel de l'équipe.
En 1910, le club loua un terrain dans un hameau nommé Espinardo dans ce qu'on appelle alors "El Tiro Nacional". À cet endroit, dans lieu peu propice à la pratique du football, l'équipe commença à disputer ses matchs, toujours contre des équipes de la région ou des régions limitrophes. Le premier tournoi qu'elle remporta fut le Campeonato del Sudeste de España. 
Le 27 janvier 1918 fut inauguré le terrain de football La Torre de la Marquesa, situé près du centre-ville et le premier à avoir les dimensions réglementaires. Petit à petit, les Murciens commencèrent à se passionner et voir les matchs sur ce terrain. L'équipe commença alors à jouer contre d'autres formations de différentes parties du territoire national. Cependant, à cette période, le club avec lequel elle entretient la plus grande rivalité est le Club Deportivo Aguileño. 

### Naissance du Real Murcia (1920-1924)
Pour des raisons économiques, le propriétaire du domaine du domaine de La Torre de la Marquesa décida de fermer celui-ci. Environ un an plus tard en 1920, Ramon Angel Cremades a réussi à faire reprendre une activité footballistique à la ville. Sous sa présidence, le Levante FC de Murcia fut inscrit à la Federacion Levantina de Futbol. En 1921 le club a remporté son premier titre officiel : Le Championnat régional Levantino qui lui donna le droit de participer Copa Del Rey où il s'inclina à Séville lors du premier tour éliminatoire.
Après le Championnat Régional 1921-1922 fut adopté le nom de Murcia FC. Le 22 juillet 1922 vit l'arrivée d'un nouveau conseil d'administration qui décida d'adopter un nouvel écusson dans lequel apparaîtrait le nom complet du club ainsi que sept couronnes représentant les couronnes du drapeau de la Région de Murcie. Il fut un temps où se disputaient seulement les tournois régionaux et la Copa où jouaient les vainqueurs des tournois. Afin de remplir le calendrier, les matchs amicaux étaient fréquents.Parmi eux, il est à noter celui disputé le 10 mai 1923 contre le 1. FC Nuremberg alors un des clubs les plus éminents d'Allemagne. Ce fut le premier match international du club qui se solda par une défaite de 0-1. D'autres matchs amicaux qui firent parlé furent les deux matchs disputés par Ricardo Zamora en avril 1924 et pour la Noël 1925 tous deux contre le Real Madrid qui gagna 3-1 et 1-0.
Durant la saison 1923-1924, le Roi Alfonso XIII a accordé le nom de Real Murcia. Le nouvel écusson, qui reflète le titre de Royal, commença à apparaître sur les maillots des joueurs de la saison 1924-1925. En 1924 a également été créée la Federacion de Futbol de la Region de Murcia ainsi que le stade de La Condomina où le club a joué durant 82 ans.

### Tournois régionaux et nationaux (1924-1936)

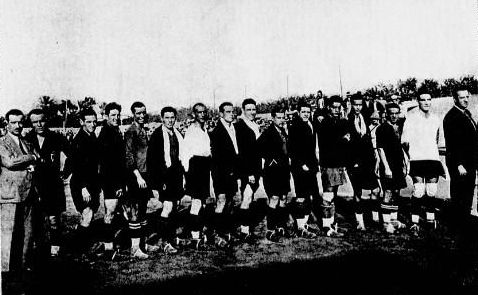
Le Real Murcia à Oran en 1929

Entre 1926 et 1932, le Real Murcia a gagné sans interruption le Championnat Régional de Murcia, un titre qui a continué d'avoir du succès jusqu'en 1934. Malgré ce, le club ne parvint pas à être placé dans l'élite nationale, éliminé rapidement dans les premiers tours du championnat d'Espagne. Durant la saison 1927-1928, il a atteint les quarts de finale avant de perdre ses deux matchs face au Deportivo Alavés, le match aller avec un arbitrage encore très controversé de Pedro Escartin. Lors de la Copa de la saison 1928-1929, à Osasuna, le Real Murcia gagna le premier match sur le score de 4-2 et perdit le second sur le même score. Lors de ce second match, Osasuna a fait un mauvais alignement à la suite de quoi la Fédération espagnole prit la décision d'annuler les deux matchs : des circonstances uniques dans le football espagnol. Il y eut donc un match neutre que le club d'Osasuna gagna.
En 1929 fut créée la Ligue espagnole de football. Il fut établi que le Real Murcia évoluerait dans le Groupe B de la Seconde Division qui s'avéra être la Troisième Division. Le Real Murcia finit à la deuxième place lui permettant d'accéder au groupe A de la Seconde Division lors de la saison 1929-1930.
En 1934 le club a subi une grande crise. En restructurant la Liga, il fut décidé que quatre clubs accéderaient à la Première Division. Le Real Murcia, ayant fini troisième devait être promu en Liga. Mais lors d'une réunion extraordinaire de l'Assemblée Nationale de la Fédération espagnole, il fut décidé que seuls deux clubs serait promus dans la catégorie supérieure. À la suite de cet incident, le président du club Antonio Fontes Pagan et la plupart des gestionnaires démissionnèrent. Le groupe, qui connut simultanément des problèmes financiers manqua de disparaître, mais l'équipe a su relever la tête en 1936 et gagna le Championnat Superregionnal Levante-Andalousie et termina premier du troisième groupe de la Seconde Division mais pas la phase finale leur permettant l'accès à la Première Division.

### Premières promotions (1939-1949)
Après la Guerre Civile, le club a été entièrement rénové. La saison 1939-1940 fut la première depuis trois ans à l'échelle nationale et le Real Murcia vit sa première promotion vers la Première Division de la main de l'entraîneur-joueur José Griera. Ce fut après un match disputé le 5 mai 1940 contre le Cadiz CF dans lequel le Real Murcia devait s'imposer par au moins deux buts de différences et gagna ainsi sur le score de 0-2.
Lors de cette première saison en Première Division, le club finit à la dernière position avec seulement treize points obtenus avec seulement 5 victoires dont l'une au Real Madrid. La saison suivante il essaya de revenir en Première Division, jouant le match de promotion face au FC Barcelone, ce qui fut la fois où le club catalan fut le plus près de la relégation de son histoire. Le match fut joué à Madrid le 28 juin 1942 et le Real Murcia était avantagé au score. Le Barça égalisa juste avant la pause puis marqua quatre buts durant les 20 dernières minutes du matchs gagnant ainsi 5-1.
En 1944, le club connu sa deuxième promotion en Première Division et parvint jusqu'aux demi-finales de la Copa del Rey (nommée alors Copa del Generalisimo). Ils se maintinrent trois ans dans l'élite. Lors des deux premières saisons ils se classèrent à la onzième place. Souvent proches de la chute, cela ne les empêcha pas de faire de très bons matchs comme la deuxième des trois victoires contre le Real Madrid en championnat le 3 février 1946. En 1947, ils perdirent le match de promotion contre la Real Sociedad et retournèrent en Seconde Division.

### Années 1950 et années 1960
Sa troisième promotion en Première division eut lieu le 2 juillet 1950 qui fut joué en même temps que l'historique "but de Zarra". Ce fut la quatrième fois que l'équipe disputait une phase de promotion et, après avoir gagné 2-0 face au Real Oviedo, ce fut la première fois que le club fut garanti de jouer dans l'élite la saison prochaine de cette manière. Elite dans laquelle il resta un an. En 1952, le président du club Agustin Virgili Quintanilla quitte ses fonctions. Il occupait ce poste depuis 1943. L'équipe retrouva la Première Division lors de la saison 1955-1956 et fut relégué à nouveau la même année. 
Alors que l'équipe première passa sept ans en Seconde Division, le Real Murcia Juvenil fut proclamé Champion d'Espagne de la catégorie en 1957 et atteint la finale en 1960. En 1962, le club vit l'arrivée de Angel Fernandez Picon comme président qui fut maire de Murcia de 1953 à 1958 et promut les soi-disant "Operacion socios" qui fut initié durant la saison 1962-1963 avec 15 000 membres. L'équipe a répondu aux attentes : aller jusqu'en Première Division après avoir été champion de Seconde Division et faire une bonne prestation durant la Coupe du Genneralissime perdant en quarts de finale face au FC Barcelone sur le score de 3-2 cumulé. 
Durant la saison 1963-1964, durant laquelle elle fut entraînée par Fernando Daucik, l'équipe atteignait la sixième place aux trois quarts du championnat mais une série de mauvais résultats dans les dernières journées la fit redescendre à la douzième position. C'est durant cette saison que fut télévisé en direct pour la première fois un match du Real Murcia. Ce fut un match les opposant à l'Atlético Madrid à l'Estadio Metropolitano que l'équipe madrilène remporta 2 à 1. L'année suivante rima avec une nouvelle relégation en perdant le match de promotion.

### Années 1970
Durant la saison 1969-1970, le Real Murcia descend pour la première fois de son histoire en troisième division. Malgré cela, l'équipe parvient à se hisser jusqu'aux quarts de finale de la Coupe du Généralissime après avoir éliminé en seizième de finale le Séville FC (alors troisième de Première Division) en l'emportant 4-0 à la Condomina après une défaite 0-2 au stade Ramón-Sánchez-Pizjuán.
Après avoir fini la saison 1970-1971 à la huitième place, José Moreno Jimenéz devient le nouveau président du club, poste qu'il occupe dans les périodes 1971-1975, 1976-1979 et 1992. L'équipe est promue deux années d'affilée et parvient ainsi à retrouver la Première Division en 1973.
La saison 1973-1974, en dépit de bons résultats contre les grandes équipes du championnat, le Real Murcia ne réussit à se sauver que lors de la dernière journée. Concernant la Coupe du Généralissime, le club se fait remarquer en éliminant 3-0 l'Athletic Bilbao, tenant du titre. Toutefois, le club murcien est éliminé du tournoi en huitième de finale face au Real Saragosse.
Une fois de plus, le Real Murcia ne parvient pas à s'imposer en Première Division et finit à la dernière position lors de la saison 1974-1975. De plus, l'équipe est éliminée de la Coupe du Généralissime par le Burgos CF, club de Seconde Division. La situation s'aggrave l'année suivante lorsque le club enchaîne une nouvelle relégation et atterrit en Troisième Division qu'ils quittent l'année suivante.

### Six saisons en Première Division (années 1980)
Le 18 mai 1980, le club connait sa septième promotion en Première Division. Le président du club est depuis le mois de juillet dernier José Pardo Cano qui restera en fonction jusqu'en 1987. Les années 1980 sont l'une des meilleures époques du club murcien qui se maintient en Première Division durant six saisons.
Même si le 18 janvier 1981 le Real Murcia gagne un de ses matchs les plus importants face au Real Saragosse sur le score de 6 à 1, l'équipe termine la saison 1980-1981 à cinq points du maintien en Première Division.
Après avoir logiquement mené en Seconde Division, l'équipe retrouve la Première Division lors de la saison 1983-1984. Le club connait alors son meilleur départ et se maintient à la quatrième position jusqu'à la 12e journée. Le club finit à la onzième place tout comme lors des saisons 1944-1945 et 1945-1946.
Avec le même entraîneur, Eusebio Ríos, et un effectif peu changé, le début de championnat de la saison 1984-1985 est très différent de la saison précédente avec sept défaites sur les neuf premières rencontres. Malgré un redressement de l'équipe en hiver, le club murcien ne parvient pas à se sauver et finit à huit points du sauvetage.
Le Real Murcia est à la hauteur de sa réputation et fait son retour en élite dès la saison suivante. L'équipe commencé la saison 1986-1987 sous la forme de "play-off" avec beaucoup de nouveaux visages et malgré un mauvais départ, gagne 17 matchs sur 44 et finit à la onzième place.
Juan Garrido Hernández remporte l'élection à la présidence en 1987. Au niveau sportif, la saison 1987-1988 est plus compliquée que la précédente et le club doit jouer le sauvetage contre le Rayo Vallecano contre qui la formation murcienne s'impose. Les choses ne font qu'empirer lors de la saison 1988-1989 qui commence avec des conflits entre la presse et la Direction, motivés par les changements apportés à l'équipe et finit avec la relégation en Seconde Division.

### Crise sportive, institutionnelle et sociale (1991-1998)
Le 9 juin 1991, après avoir été en tête de la Seconde Division durant 35 journées consécutives, une défaite lors du dernier match face au Deportivo La Corogne relègue l'équipe à la troisième place. Cela force le club à jouer les matchs de barrages pour la promotion face au Real Saragosse qui bat le Real Murcia à plate couture. C'est le premier mauvais événement d'une longue série que va traverser le club murcien les années suivantes.
Le premier semestre de 1992 est consacré à la mauvaise situation sportive du club, des protestations des joueurs concernant cette saison et les autres, et le manque d'intérêt des investisseurs dans le plan d'assainissement de reconversion des clubs de la Sociedad Anonimas Deportivas qui fut conçue par la Fédération espagnole de football. Avant la crise, le club demande des accords à ses employeurs et avec la ville de Murcie mais finalement, le 30 juin, il descend en Seconde Division B.
La saison suivante débute avec 4 000 spectateurs lorsque quelques années plus tôt le club en avait 15 000 et à nouveau le club est touché par des tensions extra-sportives, menant à des poursuites et voit également la fermeture momentanée du stade de La Condomina. Malgré cela, le club est en réussite sportivement et est promu en Seconde Division A.
Après cela, le club connait deux descentes consécutives qui le mène en Troisième Division lors de la saison 1995-1996, ce qui signifie que lorsque les problèmes économiques sont résolus avec la vente du stade de la Condomina, le Real Murcia est contraint pour la seule fois de son histoire de jouer régulièrement contre des équipes exclusivement de sa région.
Ils reviennent facilement en Seconde Division B, mais les deux saisons suivantes ne permettent pas de possible remontées. De plus, la crise sociale ne prend pas fin, et seuls quelques milliers de spectateurs assistent aux matchs, et dans le cadre institutionnel, Francisco Soler devient en 1997 le dixième président après la démission de Garrido qui a lieu après la descente administrative en 1992.

### L'ère de Jésus Samper
Le groupe Santa Monica, dirigé par Jesús Samper et spécialisé en marketing sportif prend 94 % des actions du club en 1998 en nommant comme président Joaquin Romeu. La saison 1999-2000 s’achève par une promotion en Seconde Division A, acquise après la victoire 0-1 face au club de Grenade CF sur un but de Pepe Aguilar.
En 2001, Jesús Samper, vice-président jusque-là, devient le nouveau président. Après l'arrivée comme entraîneur de David Vidal à la mi-saison 2001-2002, l'équipe se sauve de la descente lors de la dernière journée. Mais dès l'année suivante, le club murcien atteint les quarts de finale de la Coupe du Roi et a obtient sa promotion en Première Division après 14 ans sans y avoir évolué.
Avec le changement d'entraîneur et une équipe mal planifiée, le Real Murcia termina la saison 2003-2004 à la dernière place, réitérant comme lors de sa première saison dans l'élite, un même bilan de cinq victoires dont une contre le Real Madrid.
Le 11 novembre 2006, le club joue son dernier match à La Condomina face au Polideportivo Ejido contre lequel il s'incline sur le score de 0-1. Il déménage pour le stade de la Nueva Condomina dès le 26 novembre 2006 face au Real Valladolid. Le premier match s’achève sur une défaite des Murciens 1-4. Malgré ces deux résultats négatifs, le club réalise une bonne saison et remporte sa onzième promotion pour la Première Division après un match nul face à la SD Ponferradina le 12 mai 2007.
La saison 2007-2008 commence avec un projet ambitieux, avec des séances de dédicaces des deux joueurs les plus chers de l'histoire du Real Murcia : Fernando Baiano et Henok Goitom. Socialement, le club compte 25 000 abonnés ce qui est un record dans l'histoire du club. Après avoir fini le premier tour en milieu de tableau, l'équipe se dégonfle petit à petit durant l'année 2008, année du centenaire du club, ce qui motive pour le remplacement de l'entraîneur de la promotion Lucas Alcaraz pour Javier Clemente, ce qui n'empêche pas le club de descendre en Seconde Division.
Durant la saison 2008-2009, un mauvais départ place l'équipe en zone de relégation durant la majeure partie du premier tour. Jesús Samper démissionne de la présidence le 10 décembre sans toutefois vendre ses parts. Lors de la première réunion du nouveau Conseil d'Administration, il est décidé qu'une semaine plus tard serait licencié Clemente et la nomination de Juan Guillamón comme président. Ce dernier exprime ses doutes quant à l'avenir économique du club qui est endetté de 50 millions d'euros. Le 3 février après seulement 48 jours de mandat, Guillamón abandonne la présidence du club. Le 9 février, le club déclare faillite. Le 28 février, Jesús Samper acquiert les parts d'actions de son beau-frère Juan Manuel Trujillo et parvient à reprendre le contrôle de l'association avec 97,3 % des actions. José Angel Serantes devient président, et Jesús Samper vice-président économique.
Lors de la saison 2009-2010, l'équipe est reléguée en Seconde Division B après une saison décevante et un penalty concédé à la 93e minute par Miguel Albiol lors du dernier match face au Gérone FC transformé par Kiko Ratón avec beaucoup de chance (le gardien plonge du bon côté et saisit le ballon mais relâche ce dernier et Kike Ratón met le ballon au fond des filets) ce qui condamne le Real Murcia à la relégation. Un changement à la présidence a alors lieu avant la fin de la saison après la démission de Serantes et Jesús Samper, plus grand actionnaire devient alors président du Real Murcia.
Lors de la Coupe du Roi 2010-2011, le Real Murcia est opposé au Real Madrid en seizièmes de finale. Le match aller à la Nuevo Condomina se termine sur un score nul et vierge malgré la présence de Iker Casillas, Pepe, Sergio Ramos, Cristiano Ronaldo ou encore Karim Benzema, expliqué par une défense très soudée et le soutien des spectateurs qui encouragent leur équipe durant tout le match. Le 29 avril 2011, l'équipe retrouve la Seconde Division après avoir gagné 2-0 à l'aller contre le Club Deportivo Lugo mais s'être incliné au retour sur le score de 1 à 0. Après avoir terminé cette saison exceptionnelle, à leur retour à Murcie, les joueurs sont acclamés dans les rues pour célébrer la promotion à cette division dont ils n'auraient jamais du descendre. Le match de l'année précédente où le club fut relégué après que le ballon fut sorti des mains du gardien Alberto Cifuentes était encore dans toutes les têtes. Mais lors du match de Lugo la chance change de camp et la situation est la même mais cette fois-ci en faveur du club murcien puisque l'arbitre signale une faute pour le Real Murcia. Ce dernier obtient alors la promotion pour la Seconde Division où il allait y disputer sa 51e saison. Ils furent proclamés champion en battant le CE Sabadell aux tirs au but (9-8) après avoir fait deux fois 1-0.
Le Real Murcia parvient à se maintenir lors de la saison 2011-2012 grâce à une superbe première moitié de saison en ayant battu des équipes comme le Real Valladolid ou Hércules. Mais l'équipe d'Iñaki Alonso réalise une seconde partie de saison pathétique et qui ne certifie son maintien que dans les dernières journées avec très peu de buts marqués.
Pour la saison 2012-2013, l'administration de Jesús Samper élit Gustavo Siviero comme entraîneur de l'équipe première. Malgré un début de saison encourageant, l'équipe se déconcentre et mène à la destitution de l'Argentin après une défaite de 2-0 face au SD Huesca. Le choix de son remplacement porte sur l'ancien joueur de Valladolid, Onésimo Sánchez qui commence sa carrière au sein du club murcien avec une défaite de 1-2 contre le Recreativo de Huelva. Après seulement 20 points en 18 matchs, le Real Murcia se maintient après une victoire lors de la dernière journée du championnat sur sa pelouse face à l'UD Las Palmas qui lui permet de consolider sa 19e place et éviter la relégation après l'annonce deux semaines auparavant de la descente administrative du Club Deportivo Guadalajara pour irrégularités financières.

## Équipement
Le 22 avril 2014, Hummel trouve un accord avec le Real Murcia pour être leur équipementier officiel pour 3 saisons.

## Parcours
- 1930-1936 : Segunda División
- 1936 à 1939 absence de compétition en raison de la Guerre Civile Espagnole.
- 1939-1940 : Segunda División
- 1940-1941 : Primera División
- 1941-1944 : Segunda División
- 1944-1947 : Primera División
- 1947-1950 : Segunda División
- 1950-1951 : Primera División
- 1951-1955 : Segunda División
- 1955-1956 : Primera División
- 1956-1963 : Segunda División
- 1963-1965 : Primera División
- 1965-1970 : Segunda División
- 1970-1972 : Tercera División
- 1972-1973 : Segunda División
- 1973-1975 : Primera División
- 1975-1976 : Segunda División
- 1976-1977 : Tercera División
- 1977-1980 : Segunda División
- 1980-1981 : Primera División
- 1981-1983 : Segunda División
- 1983-1985 : Primera División
- 1985-1986 : Segunda División
- 1986-1989 : Primera División
- 1989-1992 : Segunda División
- 1992-1993 : Segunda División B
- 1993-1994 : Segunda División
- 1994-1995 : Segunda División B
- 1995-1996 : Tercera División
- 1996-2000 : Segunda División B
- 2000-2003 : Segunda División
- 2003-2004 : Primera División
- 2004-2007 : Segunda División
- 2007-2008 : Primera División
- 2008-2010 : Segunda División
- 2010-2011 : Segunda División B
- 2011-2014 : Segunda División
- 2014-2021 : Segunda División B
- 2021-2022 : Segunda División RFEF
- 2022- : Primera División RFEF

## Palmarès
- Champion d'Espagne de deuxième division (8) :
  - Champion : 1940, 1955, 1963, 1973, 1980, 1983, 1986 et 2003

- Champion d'Espagne de troisième division (2) : 
  - Champion : 1993 et 2011

## Stade
Stade 4 étoiles homologué par la FIFA et l'UEFA pour pouvoir voir s'y dérouler des matchs de compétitions européennes et internationales, l'Estadio Nueva Condomina a une capacité de 33.045 places. Il a été inauguré le 11 octobre 2006 lors d'une rencontre amicale entre les sélections Espagnole et Argentine, tandis que le premier match du club à s'y être disputer fut une réception du Real Valladolid qui gagna 4-1.

## Logos du club

## Anciens joueurs
- Toni Lima
- Toribio Aquino
- Roberto Bonano
- José Luis Brown
- Juan Esnáider
- Blas Giunta
- Nicolás Medina
- Nicolás Tagliafico
- Rolando Zárate
- Eddy Israfilov
- Gil
- Guina
- Manuel Iturra
- Dominique Malonga
- Alen Peternac
- Daniel Jensen
- Iván Hurtado
- Henok Goitom
- Sebastián Alabanda
- Miguel Albiol
- Carlos
- Paco Clos
- Enrique Collar
- Ibán Cuadrado
- Foncho
- Luis García
- Paco Jémez
- Kike
- Mikel Lasa
- Manolo
- Marquitos
- Ramón Marsal
- Álvaro Mejía
- Francisco Molinero
- Joaquín Peiró
- Paco Peña
- Feliciano Rivilla
- Tente Sánchez
- Pedro Solé
- Justo Tejada
- Miguel Tendillo
- Curro Torres
- José María Vidal
- Konstantínos Chalkiás
- José Roberto Figueroa
- Abderrahman Kabous
- Mohamed Timoumi
- Aureliano Torres
- Dick van Dijk
- Adrian Sikora
- Lucian Bălan
- Cătălin Munteanu
- Boubacar Dialiba
- Ranko Despotović
- Mehdi Nafti
- Iván Alonso
- Gabriel Correa
- Gustavo Fernández
- Pablo García
- Mario Regueiro
- Julio Álvarez
- Dani Hernández

## Anciens entraîneurs
- Antoni Ramallets
- Mundo
- László Kubala
- Joaquín Peiró
- Manuel Preciado
- Javier Clemente
- Pepe Mel
- David Vidal
- Julio Velázquez
- Ferenc Puskás
- Ferdinand Daučík
- John Toshack